# ひまわり保育園 (熊野市)
ひまわり保育園（ひまわりほいくえん）は、三重県熊野市にある私立の保育所。1981年4月に社会福祉法人ひまわり会として開設。方針として、はだし保育や散歩保育を実施している。

## 概要
- 開設年月：1981年4月
- 設置主体：社会福祉法人ひまわり会
- 理事長：伊藤裕
- 所長、園長：片岡さみ子

## 年間行事
- 4月 入園式、避難訓練、(毎月）、誕生会、身体測定（毎月）
- 5月 内科・歯科検診
- 6月 誕生会
- 7月 プールびらき、夏まつり、誕生会
- 8月
- 9月 誕生会
- 10月 運動会、遠足、内科・歯科検診
- 11月 誕生会
- 12月 クリスマス会、誕生会
- 1月 誕生会
- 2月 節分、誕生会
- 3月 ひなまつり、お別れ遠足、1日入園、別れの会、卒園式

## 所在地
- 〒519-4324 三重県熊野市井戸町349

## 交通
- 東海旅客鉄道（JR東海）紀勢本線熊野市駅より徒歩約10分